# Maria-Magdalena-Kirche (Budapest)

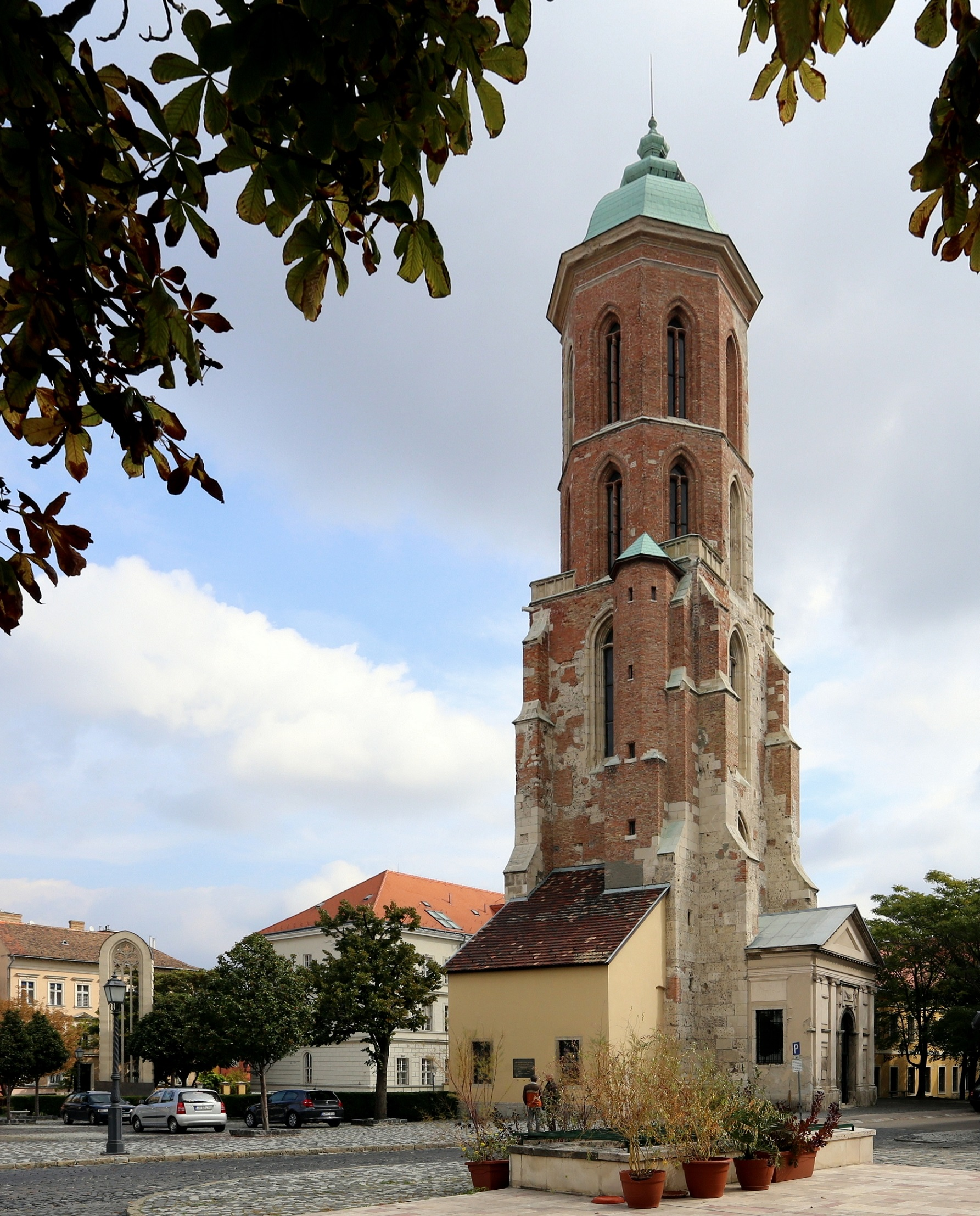
Turm und rekonstruiertes Chorfenster der Maria-Magdalena-Kirche in Budapest

Die Maria-Magdalena-Kirche (ungarisch Mária Magdolna-templom) ist eine ehemalige römisch-katholische Kirche im Burgviertel von Budapest. Sie war der Heiligen Maria Magdalena gewidmet.
Die Geschichte der Kirche reicht bis ins Mittelalter zurück, sie wurde im gotischen Stil errichtet und bei der Belagerung von 1686 zerstört, nach der Befreiung im 17. Jahrhundert erhielten Franziskaner die Kirche, die im Barockstil wieder aufgebaut wurde. Die Tätigkeit der Franziskaner endete 1786, da der spätere Kaiser des Heiligen Römischen Reiches, Franz II., die klösterliche Gemeinschaft auflöste. Dieser wurde am 6. Juni 1792 in der Kirche als Franz I. zum ungarischen König gekrönt.
Von 1807 bis zum Zweiten Weltkrieg diente die Kirche als Garnisonkirche. Sie wurde bei der Schlacht um Budapest 1944 stark beschädigt, ihre Ruinen unter der kommunistischen Herrschaft demoliert. Lediglich der hohe Glockenturm blieb erhalten.
Ein einzelnes Maßwerkfenster des Chors wurde rekonstruiert.